# Llista de masies de Puig-reig
Llista de masies de Puig-reig (Berguedà)
| Topònim                              | Documentada des de | Emplaçament                                                  | enllaços                                              |
| ------------------------------------ | ------------------ | ------------------------------------------------------------ | ----------------------------------------------------- |
| Cal Visó                             |                    | 42° 0′ 7.84″ N, 1° 50′ 49.25″ E / 42.0021778°N,1.8470139°E   | DiBa                                                  |
| Cal Marquet                          |                    | 42° 00′ 03″ N, 1° 49′ 57″ E / 42.0008242°N,1.83246423°E      | DiBa                                                  |
| L'Hostal Nou                         | segle XVIII        | 42° 00′ 04″ N, 1° 50′ 38″ E / 42.001244°N,1.8437705°E        | DiBa                                                  |
| La Roquera                           |                    | 41° 59′ 57″ N, 1° 50′ 13″ E / 41.999276°N,1.837068°E         | DiBa                                                  |
| L'Escarbat                           |                    | 41° 59′ 58.74″ N, 1° 50′ 44.97″ E / 41.9996500°N,1.8458250°E | DiBa                                                  |
| El Lledó                             | segle xiii         | 41° 59′ 58.37″ N, 1° 51′ 10.92″ E / 41.9995472°N,1.8530333°E | diba (El Lladó) patmapa                               |
| La Cabana                            |                    |                                                              | DiBa                                                  |
| La Casanova de Trulls                | 1860-1876          |                                                              | DiBa                                                  |
| Cal Lluent                           |                    |                                                              | DiBa                                                  |
| Cal Bonhome                          |                    |                                                              | DiBa                                                  |
| Molí del Lledó                       | segle XVII         | 41° 59′ 47″ N, 1° 51′ 24″ E / 41.996429°N,1.856632°E         | DiBa patmapa                                          |
| Morulls                              | segle XVIII        | 41° 59′ 42.91″ N, 1° 52′ 1.8″ E / 41.9952528°N,1.867167°E    | DiBa (Morulls vell)                                   |
| Casa Nova de Morulls                 | segle XX           | 41° 59′ 44.39″ N, 1° 52′ 12.94″ E / 41.9956639°N,1.8702611°E | DiBa (Casa Nova de Murulls)                           |
| El Puig                              | segle XVII         |                                                              | DiBa                                                  |
| La Madrona                           | segle XII-XIII     |                                                              | DiBa                                                  |
| El Polvorer                          | segle xiii         |                                                              | DiBa (Cal Polvorer)                                   |
| Cal Fuster                           |                    |                                                              | DiBa (Cal Fuster de Fonollet)                         |
| La Saleta                            |                    |                                                              | DiBa                                                  |
| El Mas                               | 1928               |                                                              | DiBa (El Mas de Fonollet)                             |
| Trulls                               |                    |                                                              | DiBa                                                  |
| El Verdeguer                         | segle XVIII        |                                                              | DiBa (El Verdaguer)                                   |
| Vila-rasa                            |                    |                                                              | DiBa (Vilarrassa)                                     |
| Cal Jordi                            |                    |                                                              | DiBa                                                  |
| Els Plans                            |                    |                                                              | DiBa                                                  |
| Cal Griba                            |                    |                                                              | DiBa (Cal Griva)                                      |
| Filomera                             |                    |                                                              | DiBa                                                  |
| La Roca de la Rella                  |                    |                                                              | DiBa                                                  |
| Cal Terranquer                       |                    |                                                              | DiBa (Cal Tarranquer Vell)                            |
| Cal Cigala                           |                    |                                                              | DiBa                                                  |
| Borbons                              |                    |                                                              | DiBa Borbons                                          |
| Cal Pau                              |                    |                                                              |                                                       |
| La Serra de Cap de Costa             | segle xiii         |                                                              | DiBa patmapa                                          |
| Periques                             | 1212               | 41° 58′ 38″ N, 1° 53′ 06″ E / 41.97722°N,1.88500°E           | DiBa                                                  |
| Cal Canal                            |                    |                                                              |                                                       |
| Cal Oliver                           |                    |                                                              |                                                       |
| Cal Tresserra                        |                    | 41° 58′ 23″ N, 1° 51′ 49″ E / 41.97306°N,1.86361°E           | DiBa (Tresserra) patmapa                              |
| Cal Picarol Fumat                    |                    |                                                              | DiBa patmapa                                          |
| Cal Pitre                            |                    |                                                              | DiBa                                                  |
| Cal Martinet                         |                    |                                                              | DiBa                                                  |
| Cal Moixó, Cal Mixó                  |                    |                                                              | DiBa                                                  |
| El Soler de Jaumàs                   |                    | 41° 57′ 50″ N, 1° 51′ 08″ E / 41.96389°N,1.85222°E           | DiBa patmapa                                          |
| Cal Feliu                            |                    | 41° 57′ 49″ N, 1° 52′ 07″ E / 41.96361°N,1.86861°E           | DiBa                                                  |
| Ferriols                             |                    | 41° 57′ 36″ N, 1° 51′ 59″ E / 41.96000°N,1.86639°E           | DiBa (Farriols) patmapa                               |
| Hostal de Ferriols                   |                    | 41° 57′ 32″ N, 1° 51′ 59″ E / 41.95889°N,1.86639°E           | DiBa (Hostal de Farriols) patmapa                     |
| Sobiraneta                           |                    |                                                              | DiBa Sobiraneta                                       |
| Ca l'Escaler                         |                    |                                                              |                                                       |
| La Frau                              |                    |                                                              | DiBa                                                  |
| Cal Flor                             |                    |                                                              | DiBa                                                  |
| Casanova de Merola                   |                    |                                                              | DiBa Casa Nova de Merola                              |
| Subirana                             |                    | 41° 56′ 44″ N, 1° 51′ 23″ E / 41.94556°N,1.85639°E           | DiBa (Sobirana) patmapa                               |
| Cal Pallot                           |                    | 41° 58′ 24″ N, 1° 54′ 36″ E / 41.97333°N,1.91000°E           | DiBa                                                  |
| Les Comes                            |                    | 41° 58′ 20.77″ N, 1° 53′ 26.26″ E / 41.9724361°N,1.8906278°E | DiBa                                                  |
| Cal Picarol                          |                    |                                                              |                                                       |
| Cal Serramorena                      |                    |                                                              |                                                       |
| Blanquillo                           |                    | 41° 58′ 35.62″ N, 1° 50′ 52.62″ E / 41.9765611°N,1.8479500°E |                                                       |
| Becs                                 |                    | 41° 57′ 41″ N, 1° 54′ 22″ E / 41.96139°N,1.90611°E           | DiBa (Becs) patmapa                                   |
| La Taverna                           |                    |                                                              |                                                       |
| Cal Bardaix                          |                    |                                                              | DiBa Casa Vell del Bardaix                            |
| El Vilar                             |                    |                                                              | DiBa                                                  |
| Cal Saginer                          |                    |                                                              |                                                       |
| La Casanova de la Cortada            |                    |                                                              | DiBa Casa Nova de la Cortada                          |
| La Garsa                             |                    |                                                              | DiBa                                                  |
| La Cortada                           |                    | 41° 56′ 44″ N, 1° 53′ 28″ E / 41.94556°N,1.89111°E           | DiBa patmapa                                          |
| Llardenosa                           |                    |                                                              |                                                       |
| Cal Sagués                           |                    |                                                              | DiBa (El Sagués)                                      |
| Circuns                              |                    |                                                              | DiBa (Circuns)                                        |
| Casa Gran de Cal Gregori o Cal Riera |                    | 41° 55′ 47″ N, 1° 52′ 49″ E / 41.92972°N,1.88028°E           | patmapa DiBa (La Casa Gran de Cal Riera o Cal Geroni) |
| El Putxot                            |                    |                                                              |                                                       |
| La Serreta                           |                    |                                                              | DiBa                                                  |
| Cal Gepet                            |                    |                                                              |                                                       |
| Cal Mingo                            |                    |                                                              | DiBa                                                  |
| L'Hostal de la Granota               |                    |                                                              | DiBa (La Granota)                                     |
| L'Alzina de Merola                   |                    |                                                              | DiBa (L'Alzina Vella de Merola)                       |
| Cal Vila                             |                    |                                                              | DiBa                                                  |
| El Grapal                            |                    |                                                              | DiBa (L'Alzina de Graells i El Grapal)                |
| Vilafresca                           |                    |                                                              | DiBa                                                  |